# إلكترا (فلم)
إلكترا فيلم حركة أمريكي تمثيل: جينيفر جارنر، ويل ين لي، جوران فيسنجك

## القصة
يسلط هذا الفيلم الضوء على شخصية إلكترا التي ظهرت في فيلم ’دير ديفل’ أو العفريت الذي تم عرضه في العام 2003. إلكترا (جينيفر جارنر) تم أنتشالها من قبل مجموعة من محاربي الننجا تدعى ’أوردر أوف ذا هاند’ أو نظام اليد، حيث يقومون بتدريبها لكي تصبح قاتلة محترفة. يتم تكليفها لاحقاً من قبل زعيم المجموعة كيرجي (ويل ين لي) لقتل مارك ميلير (جوران فيسنجك) وأبنته آبي، لسوء الحظ إلكترا تصبح صديقة لهم وتقرر القضاء على مجموعة النينجا.

## وصلات خارجية
- مقالات تستعمل روابط فنية بلا صلة مع ويكي بيانات
- Elektra at Marvel.com
- Official site